# Шкопау
Шкопау (нім. Schkopau) — громада в Німеччині, розташована в землі Саксонія-Ангальт. Входить до складу району Заале.
Площа — 90,66 км2. Населення становить 10 937 ос. (станом на 31 грудня 2021).

## Відомі особистості
В поселенні народився:
- Карл Вітте (1800—1883) — німецький юрист і перекладач.